# Josh Harrellson
Josh Douglas Harrellson (St. Charles, Misuri, 12 de febrero de 1989) es un jugador de baloncesto estadounidense nacionalizado japonés que actualmente juega en el Saga Ballooners de la B.League. Con 2,08 metros de estatura, juega en la posición de pívot. Representa a Japón a nivel internacional. 

## Trayectoria deportiva

### Universidad
Tras pasar un año en el Southwestern Illinois College, jugó durante tres temporadas con los Wildcats de la Universidad de Kentucky, en las que promedió 4,7 puntos, 4,7 rebotes y 0,9 tapones por partido. en su última temporada lideró la Southeastern Conference en tiros de campo y rebotes ofensivos (3,7 por partido).

### Profesional
Fue elegido en la cuadragésimo quinta posición del Draft de la NBA de 2011 por New Orleans Hornets, pero fue traspasado a New York Knicks poco después. Su debut en la liga se produjo el día de Navidad ante Boston Celtics, jugando 4 minutos en los que logró un rebote y un tapón.
El 11 de julio de 2012 fue traspasado a Houston Rockets junto con Toney Douglas y Jerome Jordan y dos futuras elecciones de segunda ronda de draft a cambio de Marcus Camby. El 17 de septiembre de 2012, tras ser cortado por Houston Rockets unas semanas antes y tras varios entrenamientos con la franquicia de Florida, termina firmando por Miami Heat, actual campeón de la NBA. Más tarde, fue cortado por dicho equipo. En el mes de marzo fichó por los Brujos de Guayama de Puerto Rico.
El 21 de agosto de 2013 fichó por los Detroit Pistons.
En agosto de 2016 fichó por el Osaka Evessa de la B.League de Japón. Harrellson se consolidaría como jugador de esa liga en los años siguientes.

#### Estadísticas

##### Temporada regular
| Año     | Equipo          | PJ | PT | MPP  | %TC  | %3P  | %TL  | RPP | APP | ROB | TPP | PPP |
| ------- | --------------- | -- | -- | ---- | ---- | ---- | ---- | --- | --- | --- | --- | --- |
| 2011–12 | New York Knicks | 37 | 4  | 14.6 | .423 | .339 | .615 | 3.9 | .3  | .6  | .5  | 4.4 |
| 2012–13 | Miami Heat      | 6  | 0  | 5.2  | .444 | .200 | .500 | 1.2 | .0  | .2  | .2  | 1.7 |
| 2013–14 | Detroit Pistons | 32 | 0  | 9.9  | .463 | .387 | .714 | 2.4 | .5  | .2  | .5  | 2.9 |
| Total   |                 | 75 | 4  | 11.8 | .438 | .347 | .629 | 3.0 | .3  | .5  | .4  | 3.5 |

##### Playoffs
| Año   | Equipo   | PJ | PT | MPP | %TC  | %3P  | %TL   | RPP | APP | ROB | TPP | PPP |
| ----- | -------- | -- | -- | --- | ---- | ---- | ----- | --- | --- | --- | --- | --- |
| 2012  | New York | 4  | 0  | 6.3 | .444 | .000 | 1.000 | 2.0 | .0  | .0  | .0  | 2.5 |
| Total |          | 4  | 0  | 6.3 | .444 | .000 | 1.000 | 2.0 | .0  | .0  | .0  | 2.5 |

## Selección nacional
Debutó como jugador de la selección de baloncesto de Japón el 22 de febrero de 2024 en un partido ante Guam correspondiente a la clasificación para el Campeonato FIBA Asia de 2025.